# Buongiorno Italia (album)
Buongiorno Italia è il quinto album in studio del rapper italiano Jesto, pubblicato l'11 maggio 2018 dalla Believe Digital.

## Descrizione
Il rapper ha pubblicato sul suo profilo Instagram ufficiale le motivazioni che lo hanno spinto a produrre il disco, dedicandolo al padre scomparso.

## Tracce
1. Sveglia! – 1:01
2. Buongiorno Italia – 2:26
3. A casa con l'Influencer – 2:57
4. Mio figlio – 2:29
5. La ballata della crisi – 3:02
6. Amore cane – 2:32
7. Quest'estate – 2:48
8. Disoccupato – 2:49
9. Stories d'amore – 3:30
10. Essere italiani – 2:30
11. Note vocali – 3:13
12. Svegliami quando – 2:33

## Classifiche
| Classifica (2018) | Posizione massima |
| ----------------- | ----------------- |
| Italia            | 10                |